# Jaromír Týfa
Jaromír Týfa (2. října 1886 Kladno – ?) byl český sportovec, atlet – zápasník, účastník olympijských her v roce 1908.

## Sportovní kariéra
Těžké atletice se věnoval počátkem dvacátého století v Kladně. Jeho děd a otec Josef byli známí kladenští řemeslníci (čalouník, sedlář). Členové sboru kladenských dobrovolných hasičů.
Aktivně se začal na velkých závodech objevovat od roku 1906. V listopadu téhož roku se účastnil zápasnického turnaje o mistrovství střední Evropy v hmotnostní kategorii do 70 kg.
V dubnu 1908 uspěl na vylučovacím závodu ČAAU pro start na olympijských hrách v Londýně, když obsadil druhé místo hmotnostní kategorii do 73 kg za pražským Josefem Jakoubkem. V červenci odjel do Londýna s dalšími členy české olympijské výpravy. Na olympijských hrách startoval v kategorii do 73 kg a prohrál v úvodním kole s Nizozemcem Jaapem Belmerem po šesti minutách na lopatky.
Od roku 1909 se již aktivně větších turnajů a závodů neúčastnil. Věnoval se funkcionářské činnosti v domovském klubu SK Kladno, byl propagátorem atletiky, tenisu, hokeje a dalších sportů. Po smrti otce pokračoval v rodinné řemeslnické tradici společně s bratrem Josefem – firma "Josefa Týfy synové".
V roce 1939 byl transportován do koncentračního tábora Dachau.